# Конференция католических епископов Пакистана
Конференция католических епископов Пакистана  (англ. Catholic Bishops' Conference of Pakistan, CBCP) — коллегиальный орган национального церковно-административного управления Римско-Католической церкви в Пакистане. Конференция католических епископов Пакистана объединяет всех епископов и архиепископов латинского обряда, проживающих на территории страны.

## История
Конференция католических епископов Пакистана была создана 6 мая 1976 года. В октябре 1978 года из Конференции католических епископов Пакистана выделилась самостоятельная Конференция католических епископов Бангладеш.
Конференция католических епископов Пакистана осуществляет определённые пастырские функции, направленные для решения литургических, дисциплинарных и иных вопросов, возникающих в католической общине Пакистана. Решения Конференции католических епископов Пакистана утверждаются Римским папой.
Высшим органом Конференции католических епископов Пакистана является общее собрание епископов и архиепископов. Вне общего собрания действует секретариат Конференции под управлением председателя Конференции.

## Председатели
- кардинал Иосиф Кордейро (1958—1971, 1973—1994);
- архиепископ Теотониус Амал Гангули (1971—1973);
- архиепископ Армандо Триндад (1994—2000);
- архиепископ Симеон Энтони Перейра (2000—2002);
- архиепископ Лоуренс Джон Салданха (2002—2011);
- архиепископ Джозеф Куттс (2011 — по настоящее время).

## Источник
- Annuario Pontificio, Libreria Editrice Vaticana, Città del Vaticano, 2003, стр. 1013, ISBN 88-209-7422-3